# Sint-Lambertuskerk (Grivegnée)

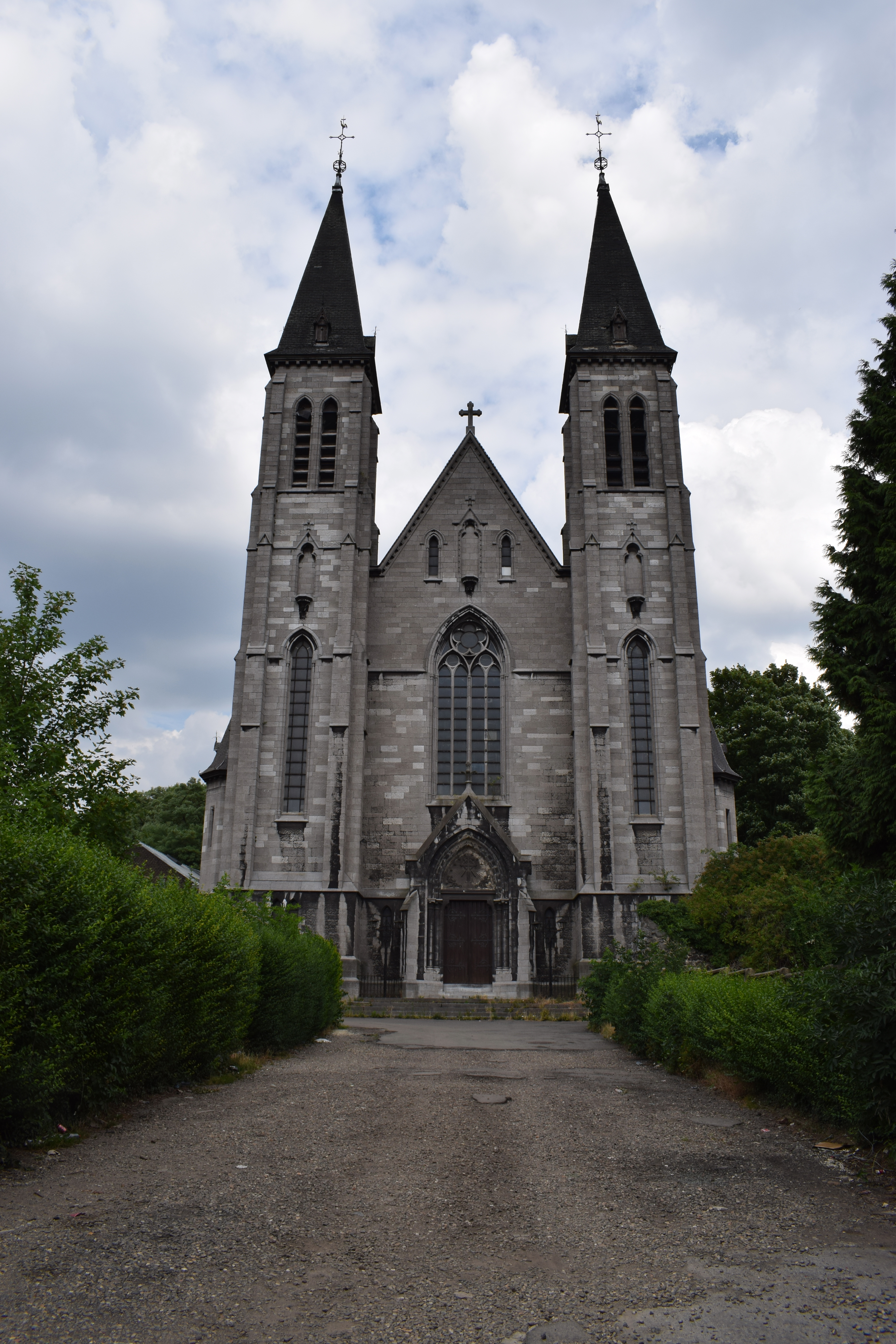
Sint-Lambertuskerk

De Sint-Lambertuskerk is een voormalige kloosterkerk in de Luikse deelgemeente Grivegnée, gelegen aan de Rue du Beau Mur.

## Geschiedenis
De kerk werd gebouwd van 1895-1897 in neogotische stijl, naar ontwerp van Hubert Froment, voor de Oblaten van de Onbevlekte Maagd Maria. In 1934 werd de kerk aan Sint-Lambertus gewijd, die ook de patroonheilige van de Sint-Lambertuskathedraal was.
In 1944 werden de glas-in-loodramen vernield door een verdwaalde bom. Op het einde van de Tweede Wereldoorlog werden ook de kloostergebouwen verwoest, maar de kerk bleef gespaard.
Hoewel er daarna nog diensten in de kerk werden gehouden, waren de Oblaten niet in staat om het gebouw goed te onderhouden. Verval, vandalisme en diefstal eisten hun tol. In 2010 werd de kerk zelfs voor het publiek gesloten vanwege de onveilige situatie. Tot 2015 werden nog diensten gehouden in een kapel van de sacristie. Daarna kwam de kerk leeg te staan om in 2017 verkocht te worden aan het uit Congo-Kinshasa afkomstige evangelicale kerkgenootschap Église Glorieux de Jésus-Christ, wat een afsplitsing is van de Église du Réveil. De bedoeling is om er een evangelicaal kerkgebouw van te maken.

## Gebouw
De voorgevel is gebaseerd op die van de Abdij van Maredsous en is uitgevoerd in blauwe hardsteen. De voorgevel heeft een portaal met timpaan en daarboven een hoog spitsboogvenster. Deze gevel wordt geflankeerd door tweelingtorens van elk vier geledingen.
Het hoge basilicale driebeukige schip en het koor zijn uitgevoerd in baksteen. Het vijfhoekig afgesloten koor heeft vijf straalkapellen.